# Solaria atropurpurea
Solaria atropurpurea är en amaryllisväxtart som först beskrevs av Rodolfo Amando Philippi, och fick sitt nu gällande namn av Pierfelice Ravenna. Solaria atropurpurea ingår i släktet Solaria och familjen amaryllisväxter. Inga underarter finns listade i Catalogue of Life.